# Фасосское восстание

Первый афинский морской союз в 431 году до н. э.

Фасосское восстание — инцидент 465 г. до н. э., когда Фасос восстал против афинян, стремясь выйти из Делосского союза. Восстание было спровоцировано конфликтом между Афинами и Фасосом из-за золотых рудников во Фракии, принадлежавших Фасосу.
Восстание было подавлено только после долгой и трудной осады, но не раньше, чем Спарта тайно пообещала вторгнуться в Аттику, поддержав таким образом фасосцев. Спартанцы не смогли выполнить это обещание лишь из-за землетрясения в Лаконии и последующего восстания илотов.
Фукидид назвал Фасосское восстание одним из инцидентов во время пентеконтаэтии, ознаменовавшим превращение Делосского союза в Афинскую державу. Современные ученые также указали на красноречивое доказательство внутриполитической борьбы в Спарте, выявив наличие сильной партии войны в мирное время и время сотрудничества между Афинами и Спартой, что было предвестником ухудшения отношений, которое приведёт к развязыванию Малой Пелопоннесской войны в конце десятилетия.

## Афины и Фасос
Фукидид сообщает, что конфликт Афин и Фасоса был вызван спором за контроль над золотыми рудниками во Фракии, которыми владели фасосцы. Большинство ученых считают, что Афины проявили агрессивность в этом конфликте, хотя Дж. Э. М. де Сент-Круа утверждал, что афиняне заступились за мелкие полисы, страдавшие от фасосского господства. Шахты и рынки были прибыльными предприятиями, и их потеря в пользу афинян стала бы серьёзным ударом по экономике Фасоса; в то время, когда этот конфликт зарождался, Афины также отправляют большую группу поселенцев, чтобы основать колонию под названием «Девять путей», которая затем стала городом Амфиполем. Это колония, которая некоторое время успешно развивалась (затем они потерпели поражение от местных жителей), могла бы послужить базой для укрепления афинского могущества и влияния в регионе, которой издавна был сферой влияния Фасоса. Фасос был сильной морской державой, и фасосцы решили оказать сопротивление Афинам.

## Война
Первая битва завершилась победой афинян, и город Фасос был осаждён. Эта осада продолжалась более двух лет, в течение которых население острова Фасос терпело суровые лишения; истории о том, что на острове Фасос каждый, кто предложил сдаться афинянам, был приговорён к смертной казни, и также о фасосских женщинах, которые стригли волосы, чтобы обеспечить наличие верёвочного материала в условиях отчаянной нехватки, вероятно, относятся к этой осаде. Это и определило сопротивление фасосцев, которое могло быть сильнее после получения новостей об поражении афинян в Амфиполе, где колонисты после первоначальных успехов были побеждены местными жителями (неясно, были убиты только 300 воинов или все 10 тыс. поселенцев ). У фасосцев были также надежды на поддержку извне; они обратились к Спарте и получили обещание, что спартанское войско вторгнется в Аттику; это обещание спартанцам, однако, не удалось осуществить, так как землетрясение в Лаконии вызвало беспорядки в Лаконике и восстание илотов, из-за которого спартанские воины были вынуждены воевать с ними в течение нескольких лет. В 463 году до н. э. фасосцы были наконец вынуждены сдаться.

## Значение и последствия
Афиняне выставили поверженному сопернику суровые условия мира. Фасос должен был отказаться от претензий на спорные территории на материке, разрушить свои стены, выдать флот, оплатить Афинам военные издержки и выплачивать форос. Сначала сумма фороса была оценена в 3 таланта в год, но в 440 году до н. э. она была повышена до 30 талантов; некоторые ученые рассматривают это повышение как свидетельство того, что Фасосу были возвращены его владения, другие считают, что это отражает преодоление Фасосом последствий войны, а третьи считают, что 3 талантов было слишком мало для богатого острова.
Обещание спартанцев вмешаться в дела Афинского союза стало предметом анализа историков, которые на основании этих событий попытались рассмотреть внутреннее устройство Спартанского государства в тот период. На этом основании ученые сделали вывод, что в Спарте даже в период дружбы Афин и Спарты в 470—460-е годы до н. э. существовала «партия войны». Вмешательство спартанцев не состоялось из-за землетрясения и восстания илотов, но затем антиафинские настроения в Спарте возобладали и повлекли отсылку Кимона с афинским войском, явившимся для помощи в подавлении восстания илотов. Дальнейшее ухудшение отношений Афин и Спарты вылилось в Малую Пелопоннесскую войну.